# Mercedes-Benz W03
Mercedes-Benz W03 este un automobil de mari dimensiuni, cu un  motor cu 6 cilindri, lansat ca Mercedes-Benz 12/55 PS și, inițial, ca Mercedes-Benz Tip 300, de către Daimler-Benz la  „Salonul Auto” de la Berlin, în octombrie 1926. Acesta a fost proiectat oarecum în grabă, sub supravegherea directorului tehnic Ferdinand Porsche, în paralel cu Mercedes-Benz W01, un automibil de dimensiuni reduse (care nu a progresat niciodată dincolo de stadiul prototipului) și Mercedes-Benz W02 care dispunea de un motor de 2L, conform designului Daimler-Benz, și lansat oficial în iulie 1926, de la fuziunea dintre întreprinderile Daimler și Benz & Cie.

## Convenția denumirilor
Producătorul a aplicat convențiile de numire specifice germane, folosite la scară largă în vremea respectivă. În cazul modelului Mercedes-Benz 12/55 PS, numărul „12” definea puterea mașinii calculată de autoritățile fiscale, utilizată pentru a determina nivelul impozitului anual pe autovehicule care se impunea proprietarilor de autoturisme, iar „55” marchează  pretențiile producătorului cu privire la puterea reală a autovehiculului, așa cum este ea definită sistemul de măsurare -  puterea metrică (PS, cv, hk, pk, ks, ch). Sub aspect fiscal, în Germania, caii putere, așa cum erau definiți de statutul din 1906, se bazau pe dimensiunile cilindrilor motorului.
Spre deosebire de celelalte sisteme, folosite în oricare altă parte a Europei, sistemul german de calculare a puterii motorului includea atât diametrul cilindilor, cât și lungimea cursei pistoanelor, astfel că exista o relație directă între capacitatea unui motor și taxele impuse de autoritățile fiscale proprietarului automobilului.
În 1927, seria a primit îmbunătățiri, iar în 1929 aceasta a suferit modificări majore,sub atenta supraveghere a lui Hans Nibel care, din ianuarie 1929, a fost numit în funcția de director tehnic și care era unicul responsabil de dezvoltarea modelului. Odață cu îmbunătățirile ce i/au fost aduse, seria a primit și un nume nou, fiid acum cunoscută ca Mercedes-Benz 12/55 PS / Typ 300 (W04). Relansarea din 1929 a fost însoțită de un nou număr deserie nou, dar și de un nume modificat, care reflectă puterea crescută și capacitatea cilindrică mai mare a motorului extins introdus în acel an, numit acum Mercedes-Benz 14/60 PS / Tip 350 (W05).
În retrospectivă, automobilele sunt adesea cunoscute după numărul de serie dat de companie, cum ar fi "Mercedes-Benz W03", "Mercedes-Benz W04" și "Mercedes-Benz W05": acest lucru minimizează riscul de confuzie cu alte modele Mercedes-Benz cu nume similar, „Mercedes-Benz Typ 300”.

## Mercedes-Benz Typ 300 (W 03, 1926–1927)
Pentru această serie, clienții puteau achiziționa separat caroseria șasiul gol, în cazul în care aceeștia doreau să cumpere o caroserie de la un constructor de automobile independent. Caroseriile standard ale producătorului variau de la un „Tourenwagen” cu caroseire tip Torpedo, iar gama includea chiar și caroserii cu 4 uși „Pullman-Limousine” (sedan / saloon). Caroseriile proiectate de producătorii independenți includeau și modele Cabriolet și Landaulet.
Motorul cu valve și șase cilindri, la o capacitate de 2.968 cc, dezvolta o putere maximă de 55 PS (40 kW; 54 CP) la 3.500 rpm, care era transpusă într-o viteză maximă de 100 km / h (62 mph). Transmisia era una manuală, în patru trepte, cu tracțiunea pe roțile din spate, care au fost fixate pe o axă rigidă suspendată de arcuri lamelare eliptice. Sistemul de frânare acționa pe toate cele patru roți, fiind controlată mecanic, prin intermediul etreierelor. 
La fel ca și contemporanul său cu o capacitate de doi litri, Mercedes-Benz W02, W03 nu a reușit să atragă atât de mulți clienți cât ar fi dorit producătorul, cu doar 205 de autoturisme vândute în 1926 (care a fost un an cu adevărat greupentru vânzarea de autoturisme în Germania).  Modelul „W03” era foarte confortabil, dar era considerat prea mare și greu. La doar câteva luni după lansare, s-a început proiectarea unui nou model, în ianuarie 1927.

## Mercedes-Benz Typ 300 (W 04, 1927–1928)
Actualizarea de la începutul anului 1927 a însemnat un model nou -  W04, deși apatamentul și rapoartele angrenajelor de transmisie au rămas neschimbate. Dimensiunile cilindrilor au fost ușor modificate, ceea ce a dus la o creștere ușoară a capacității totale a motorului, până la 2.994 cc. Puterea maximă revendicată a rămas neschimbată: 55 PS (40 kW; 54 CP), doar că acum putea fi atinsă la o turație inferioară a motorului, de 3.200 rpm. Cu toate acestea, raportul de demaraj a fost schimbat de la 5.4: 1 la 4.8: 1, iar viteza maximă atinsă a depășit 108 km / h (67 mph).
Chiar dacă cifrele vânzărilor au crescut, volumul a continuat să înșele așteptările clienților și ale producătorului, astfel că în 1928  W04 a suferit primit o nouă transformare.

## Mercedes-Benz Typ 320 (W 04, 1928)
După creșterea demarajului și a vitezei maxime din 1927, producătorul a oferit clineților posibilitatea alegerii demarajului, reducându-l la 5,4: 1 sau ridicându-l și mai mult, la 5,8: 1. Prima varianță de demaraj este cunsocută ca versiunea „Flachland” (terenuri plate), iar cea din urmă este versiunea „Berg” (montană). În același timp, o creștere ușoară a cursei pistoanelor a însemnat și o creștere a capacității totale a motorului la 3.131 cc. Puterea maximă a rămas neschimbată la 55 PS (40 kW; 54 CP), too la 3.200 rpm, deși a avut loc o creștere semnificativă a cuplului.
Viteza maximă oficială s-a redus la 100 km / h (62 km / h), cu raportul final de demaraj „flat-land” și 95 km / h (59 mph), cu axul din spate configurat pentru zonele montane.
Vânzările erau în continuare dezamăgitoare. Producătorul a abordat problema printr-o nouă transformare.

## Mercedes-Benz Typ 350 (W 05, 1929–1930)
Capacitatea motorului a fost din nou extinsă, de data aceasta la 3.444 cc, iar mașina a primit un nou număr de serie, devenind Mercedes-Benz W05, precum și un nou nume pe piață, fiind acum vândută ca „Mercedes-Benz 14 / 60 CP ” sau „Mercedes-Benz Typ 350 ”. Pentru prima data  de la lansarea seriei, acest nou model a adus și o creștere a puterii maxime listate, atingând acum 60 PS (44 kW; 59 CP), tot la 3.200. Raportul de demaraj a rămas neschimbat, dar raportul axei spate a fost redus acum la 5,0: 1 (teren plat) sau 5,4: 1 (munte). Acest lucru a dat naștere unor noi viteze de top de 103 km / h (64 mph) și 100 km / h (62 mph).
Nimeni nu s-a așteptat cu adevărat ca ultima actualizare a seriei să ducă la o creștere dramatică a vânzărilor. Anul 1929 a fost ultimul an complet pentru W05, care a fost înlocuită noul W10 „Typ Mannheim”, construit pe un apatament ceva mai scurt.

## Comercializare
Categoria de automobile Sedan / Saloon motoare cu șase cilindri, în care au  concurat și Mercedes Benz W03 / W04 / W05, era cam aglomerată pentru niște vremuri în care numărul clienților care erau dispuși și capabili să plăteascscă în jur de 10.000 de  mărci pentru o mașină era unul destul de limitat. În fața clienților, automobilul concura cu modele de dimensiuni similare, adesea în mod semnificativ mai puțin costisitoare, ale unor producători faimoși, inclusiv Adler, Wanderer și Horch, alături de câțiva producători germani mai mici și mai puțin cunoscuți. Creșterea pieței germane de la finele anilor 1920 s-a concentrat din ce în ce mai mult pe automobilele de dimensiuni reduse, iar Mercedes-Benz nu a fost singurul producător care nu s-a aliniat standardelor, în clasa automobilelor cu motorizare cu șase cilindri.
Cifre de producție:
1926-27: Typ 300 (W 03): 1, 018 exemplare
1927-29: Typ 300 (W 04): 2, 485 exemplare
1928-29: Typ 320 (W 04): 202 exemplare
1929-30: Typ 350 (W 05): 727 exemplare